# Wakamatsu Jōtarō
Wakamatsu Jōtarō (若松丈太郎; * 1935 in Ōshū; † 21. April 2021) war ein japanischer Lyriker und Essayist. Der aus der Präfektur Fukushima stammende Wakamatsu kam durch seine literarische Prophetie eines GAUs im Nordosten Japans nach der Havarie am AKW Fukushima Daiichi vom 11. März 2011 zu nationaler Bekanntheit.

## Leben
Wakamatsu wurde 1935 in der Kleinstadt  Ōshū, Präfektur Iwate, im Nordosten Japans geboren. Nach seinem Studium an der Universität Fukushima und seiner Hochzeit zog er mit 28 Jahren nach Hara-machi (Stadt Minamisôma, Präfektur Fukushima). Er war Lehrer für japanische Sprache an High-Schools der Präfektur Fukushima und schrieb seit den 1960er Jahren Gedichte. Nach der Inbetriebnahme der ersten Atomkraftwerke in Fukushima in den 1970er Jahren machte er auf die Risiken der Atomenergie durch Veröffentlichung von Zeitungsartikeln und Engagement in Bürgerinitiativen aufmerksam.
Im Mai 1994 reiste Wakamatsu als Mitglied eines lokalen Anti-AKW-Bündnisses in die Sperrzone des acht Jahre zuvor havarierten Tschernobyl-Kraftwerks. Nach dem 11. März 2011 und der Havarie des AKW Fukushima Daiichi floh Wakamatsu mit seiner Frau kurzzeitig aus seinem 25 km vom Zentrum der Sperrzone entfernten Wohnort, kehrte nach einigen Wochen jedoch wieder zurück. Er lebte mit seiner Frau in Hara-machi. Er hat einen Sohn.

## Werk
Sein schriftstellerisches Debüt feierte Wakamatsu 1961 mit dem Gedichtband Yoru no mori (deutsch = Der Nachtwald), für den er im Jahr der Veröffentlichung mit dem Literaturpreis der Präfektur Fukushima ausgezeichnet wurde. Viele seiner frühen Gedichte und Texte erschienen zunächst im Selbstverlag oder in regionalen Zeitschriften. Erst nach der Jahrtausendwende wurden seine Werke von großen japanischen Verlagen veröffentlicht. Nationale Aufmerksamkeit erlangte er im Jahre 2011 durch seine kritischen Aussagen bezüglich der Risiken der Atomkraft sowie der Vorahnung eines GAU an den Atomkraftwerken Fukushimas, den Wakamatsu ab Mitte der 1990er Jahre und seiner Reise nach Tschernobyl in Gedichten und Essays prophezeite.
Zahlreiche seiner Texte im Zeichen der Atomthematik wurden nach 2011 neu aufgelegt, so vor allem in den Sammlungen Fukushima genpatsu nanmin: Minamisōma-shi – Ichi shijin no keikoku 1971nen ~ 2011nen (deutsch = Fukushima-Atomflüchtling – Minamisōma・Die Warnungen eines Dichters. 1971–2011) und Fukushima kakusai kimin: Machi ga merutodaun-shite shimatte (deutsch = Die Im-Stich-Gelassenen der Fukushima-Atomhavarie: Städte die der Kernschmelze zum Opfer gefallen sind).
2014 folgte mit Waga daichi yo aa (deutsch = Ah, unsere Erde!) der erste eigenständige Gedichtband nach der „Fukushima“-Katastrophe sowie 2017 eine lyrische Aufarbeitung seiner frühen Erinnerungen an den Zweiten Weltkrieg in der Anthologie Jūsai no natsu made sensō datta (deutsch = Krieg bis zum Sommer als ich zehn Jahre alt war).

## Publikationen
Außer seinen Büchern zu Fukushima und den Folgen hat Wakamatsu Jōtarō Gedichte und autobiografische Werke veröffentlicht. Ins Englische übersetzte Gedichte Wakamatsus legte der Dichter Arthur Binard in dem gemeinsam mit Wakamatsu und dem Fotografen Saitō Sadamu 2012 erstmals publizierten zweisprachigen Band "Hito no Akashi. What Makes Us" vor.